# Амет-кан Султан
Амет-хан Султан (рус. Амет-хан Султан; 25. октобар 1920. Алупка, Крим – 1. фебруар 1971) је био совјетски пилот- ловац и пробни пилот. Његова мајка је била Кримска Татаркиња, а отац је био припадник народа Лак из Дагестана.

## Пред рат
Године 1938. Амет-кан је дипломирао на железничкој индустријској школи и кратко време је радио у железничком депоу као помоћник мајстора који је правио котлове за парне локомотиве. Током овог периода учланио се у аеро-клуб и научио је да пилотира. 1939. године пријавио се у армију. Његов захтев да буде упућен на обуку за пилоте је уважен и 1940. године заршио је летачку обуку у пилотској школи у Качинску.

## Други светски рат
Ахмет-хан је 1940. године завршио војну школу за пилоте. Немачки напад на СССР, у јуну 1941. године затекао га је у 4. ловачком пуку који је био базиран у близини Одесе и који је био наоружан ловачким авионима Поликарпов И-16. Своју прву ваздушну победу постигао је 31. маја 1942. године када је извршио "таран", односно намерно ударио својим ловцем Хокер Харикен у немачки бомбардер Ју-88. Наводно је био приморан на овако драстичан потез након што се опкладио у сребрну табакеру са политичким официром да ће до краја месеца постићи своју прву ваздушну победу. Након обарања, успео је да искочи из оштећеног авиона, али су га на земљи дочекали сељани који су га због његовог неуобичајеног изгледа и непознатог акцента заточили заједно са посадом немачког бомбардера којег је управо оборио. Непосразум је решен након доласка совјетских јединица. До краја месеца оборио је укупно 7 непријатељских авиона.
У октобру 1942. године пребачен је у елитни 9. гардијски ловачки пук који је током рата био опремљен различитим типовима авиона од Јак-1, П-39 Еракобра па све до Лавочкина Ла-7. Добио је чин капетана и команду над 3. ескадрилом. До времена када је његов пук извршио према пренаоружање на ловце америчке производње П-39 Еракобра, самостално је оборио 19 непријатељских авиона и учествовао у обарању 11. 24. августа 1943. године, по први пут је одликован Орденом Златне звезде и проглашен за Хероја Совјетског Савеза.
У марту 1944. године његова ескадрила послата је на тајни аеродром у немачкој позадини. Задатак ексадриле био је да прекине снабдевање Крима из ваздуха које су вршили немачки транспортни авони Јункерс Ју-52/3m чији пилоти су сматрали да су безбедни јер су летели у подручју које је било изван долета совјетских ловачких авиона. Током ове операције Амет-хан је оборио немачког ловца Фв-190, који се срушио у близини његовог родног места Алупка.
По ослобођењу Крима, породица Амет-хана је позвала целокупни 9. гардијски ловачки пук на прославу која је трајала три дана. Славље је покварила одлука Јосифа Стаљина да све кримске Татаре прогласи кривим за сарадњу са непријатељем, због чега су били депортовани у логоре у централно Азијском делу СССР. Само је интервенција команданта 8. ваздухопловне армије генерала Хрјукина спасила Амета-хана и његову породицу, али је његов брат ипак био депортован.
Пред крај рата 9. гардијски ловачки пук извршио је пренаоружање на нове совјетске ловачке авионе Лавочкин Ла-7.
Током Другог светског рата Амет-хан је обавио 603 борбена лета, учествовао у 150 ваздушних борби, самостално је оборио 30 непријатељских авиона и учествовао у обарању још 19.
Када је Амет-хан прекомандован из 4. ловачког пука у 9. гардијски ловачки пук, један од његових бивших колега изјавио је:
Пук без Амет-хана је као свадба без музике.

## После рата
Године 1946. пребачен је у резерву и постао је пробни пилот у Ваздухопловно-истраживачком институту „Громов“. Погинуо је у авионској несрећи 1. фебруара 1971. године, док је тестирао авион Тупољев Ту-16ЛЛ. Током свог живота лично је тестирао преко 100 авиона.
Приказан је 2013. године у филму „Хајтарма“.

## Одликовања и признања
- Херој Совјетског Савеза, два пута
- Почасни пробни пилот СССР
- Орден Лењина, три пута
- Орден Црвене заставе, пет пута
- Орден Александра Невског
- Орден Патриотског рата I класе
- Орден Црвене звезде
- Орден Значке части